# Biểu tình Iran 2011
Biểu tình Iran 2011 là một loạt các cuộc biểu tình trên toàn nước Iran bắt đầu từ ngày 14 tháng 2 năm 2011 và ít nhất là sự tiếp tục của các cuộc biểu tình trong cuộc bầu cử Iran 2009-2010, và là sự ảnh hưởng từ biểu tình ở Tunisia và các cuộc biểu tình trong khu vực. Đã có hai người bị chết và hàng chục người bị thương trong các cuộc biểu tình.